# Еркингер II фон Зайнсхайм
Еркингер II фон Зайнсхайм (на немски: Erkinger II (III) von Seinsheim; † 1510/1518) е господар на Зайнсхайм и фрайхер на Шварценберг (1499 – 1510).

## Произход
Той е големият син на Михаел II фон Зайнсхайм († 10 септември 1499) и съпругата му Маргарета фон Хутен († 24 ноември 1503). Правнук е на Еркингер I фон Шварценберг (първо Еркингер фон Зайнсхайм) (* 1362; † 11 декември 1437), станал фрайхер на 10 август 1429 г., и първата му съпруга Анна фон Бибра († 4 март 1418). По-малкият му брат е Зигмунд II фон Шварценберг († 1529).

## Фамилия
Еркингер II фон Зайнсхайм се жени 1485 г. за Аполония фон Марк († 1540), вдовица на Дирк/Дитрих фон Палант-Вилденбург († 1481), дъщеря на Йохан II фон Марк-Аренберг (1410 – 1470) и графиня Анна Агнес фон Вирнебург († 1480). Те имат децата:
- Вилхелм I фон Зайнсхайм (* 1486; † 1526), фрайхер на Зайнсхайм (1510 – 1526), женен на 16 септември 1513 г. за графиня Катарина Вилхелмина фон Неселроде († пр. 7 декември 1567)
- Едмунд I фон Шварценберг (* сл. 1486; † 16 март 1553), господар на Бирсет и Шамплон, женен за Елеонора фон Корсварем († 1583)
- Йохан фон Шварценберг († пр. 1565), женен за Елизабет фон Бентцерат († сл 1571)

Той има незаконен син:
- Йохан († пр. 1565)